# Ivenue Love-Stanley
Ivenue Love-Stanley (Meridian, Misisipi) es una arquitecta estadounidense miembro de la FAIA por sus contribuciones significativas a la profesión de arquitectura.

## Biografía y trayectoria
Se crio en su ciudad natal, Meridian, y años más tarde ingresó en la Universidad de Millsaps, donde obtuvo su Licenciatura de Matemáticas en 1972. Realizó un Máster en Arquitectura del Instituto de Tecnología de Georgia en 1977 y fue la primera mujer afroamericana que se graduó en arquitectura en esta universidad.
En 1978 se casó con William J. Stanley y ese mismo año fundaron Stanley Love-Stanley P. C., una empresa de diseño y arquitectura en Atlanta. Su primer proyecto juntos fue su propia casa, que según contaron estaba destrozada, pero la diseñaron, la desmontaron y montaron de nuevo con lo que fue un aprendizaje sobre la construcción real.
En 1983 se convirtió en la primera arquitecta afroamericana en el sureste de Estados Unidos. Desde el inicio de su carrera estuvo muy involucrada en el trabajo de servicio comunitario, así como en el diseño arquitectónico.  

### Stanley Love-Stanley, PC.
Fundó con su marido William J. "Bill" Stanley III, Stanley Love-Stanley, P. C. que en 1978 se convirtió en el segundo mayor estudio de arquitectura afroamericano en el Sur de Estados Unidos. Su trabajo con la Organización Nacional de Arquitectos de Minoría (NOMA) incluyó la creación de conexiones formales con el American Institute of Architects. Durante las Juegos Olímpicos de verano de 1996, Stanley Love-Stanley, P.C. diseñó y supervisó la instalación de una exposición y un espectáculo denominado «Celebrar África». Más tarde el estudio de arquitectura proporcionó servicios de diseño para Youth Art Connection, una galería y centro de arte para la organización Boys and Girls Clubs of Metro Atlanta.
Entre los proyectos realizados por la empresa se encuentran el Centro Acuático para los Juegos Olímpicos del centenario de 1996, el Centro Estudiantil Católico Lyke House en el Centro Universitario de Atlanta, el YMCA del suroeste y la Iglesia Episcopal de San Paul (ganadora de premios de la Organización Nacional de Arquitectos de Minoría), el Mercado de Auburn en Sweet Auburn y la sede del Festival Nacional de Artes Negras.
Uno de los últimos proyectos de Stanley Love-Stanley, P. C. en asociación con Chasm Architectura y HOK, implicando a un grupo de colegas afroamericanos, fue el diseño y realización de la marquesinas de las terminales nacionales del Aeropuerto Internacional Hartsfield-Jackson de Atlanta, iniciado en 2018.

### Otras actividades relacionadas
Love-Stanley siempre fue una firme defensora de los esfuerzos de inclusión de Georgia Tech, ofreciendo un premio anual para un programa de tutoría para estudiantes que recompensa a quienes tienen ascendencia africana y sólidas credenciales académicas con una beca y prácticas. También fue fideicomisaria de exalumnado de Georgia Tech y miembro de su Junta Consultiva Nacional.
Se la reconoció como pionera y referente para las estudiantes de arquitectura afroamericana en Georgia Tech, donde en 2019 se reportaba solamente un 1 %. Junto a su marido, siguió mostrando su compromiso por la comunidad afroamericana. 

Creo que ambos sentimos que tenemos la obligación moral de mejorarlo", dice Ivenue. "Creemos que hay que devolver algo. Tenemos que hacer que otros suban con nosotros. Es la única forma de sobrevivir.

Love-Stanley formó parte de varias juntas de preservación histórica así como de la Junta de Revisión de Zonificación de la ciudad de Atlanta. También perteneció durante ocho años al Consejo de Administración del Atlanta Midtown Improvement District que supervisa los proyectos de mejora de capital en el centro de Atlanta. Apoyó el esfuerzo para designar el barrio de West End de Atlanta como distrito histórico nacional, ofreciéndose como voluntaria para revisar documentos, preparar planos y servir como consultora. Mientras formaba parte de la Junta del Atlanta Preservation Center, detuvo la demolición de varios edificios emblemáticos y dirigió la restauración del Herndon Home Museum (que fue propiedad de Alonzo Herndon, uno de los afroamericanos más ricos de Estados Unidos). Love-Stanley también contribuyó con sus servicios pro bono al diseño y desarrollo del proyecto Sweet Auburn Avenue, que trabajó para revitalizar la zona de Atlanta alrededor del Parque Histórico nacional de Martin Luther King Jr. y el Museo APEX, al este del centro de Atlanta.

## Premios y honores
Ivenue Love-Stanley ganó muchas menciones por servicios comunitarios y profesionales por su trabajo en la remodelación de los distritos históricos de Atlanta, así como por su defensa de la inclusión de las minorías en la profesión arquitectónica.
Dos de los proyectos para Stanley Love-Stanley, P. C. el Horizon Sanctuary (que alberga la Iglesia Bautista Ebenezer) y la escultura en John Westley Dobbs Plaza en Atlanta, aparecen en el libro de Judith Dupre, Monuments: America's History in Art and Memory (Random House, 2007).
- 2014ː Premio Whitney M. Young Jr. del American Institute of Architects.[10]

- 2008ː Premio Brick en Arquitectura, la Plata en la categoría "Casas de culto". La Catedral de la Capilla Turner (la iglesia episcopal metodista africana más grande del mundo)[11]
- 2005ː Nombrada Miembro de la Comisión de Diseño Urbano de Atlanta.
- 2003-2012ː Miembro de la Junta Estatal de Arquitectos y Diseñadores de Interiores de Georgia.